# Марґ'є Теувен
Марґ'є Теувен (нід. Margje Teeuwen, 21 травня 1974) — нідерландська хокеїстка на траві.
Бронзова призерка Олімпійських Ігор 1996, 2000 років.
Чемпіонка Європи 1995, 1999 років.
Переможниця Трофею чемпіонів 2000 року, срібна призерка 1999 року.
Срібна призерка Чемпіонату світу 1998 року.